# 仮装集団
『仮装集団』（かそうしゅうだん）は、山崎豊子の長編小説。1966年1月から翌年2月まで朝日新聞社（現：朝日新聞出版）の週刊誌「週刊朝日」に連載され、1967年4月には文藝春秋から単行本が刊行された。1975年には新潮文庫版が刊行された（2006年に新装版が刊行されている）。

## 概要
大阪勤音（勤労者音楽同盟）に所属している素晴らしい企画力を持った流郷正之は、同僚達が密かにフラクション会議を開いているのに疑問を感じ、背後に隠れた政治的色彩に翻弄されていく姿を描く。
小説の「人民党」は日本共産党をモデルにしていることが容易に想像される。実際に当初、共産党への取材も行った、後に取材ができなくなったことを、あとがきで記している。また、作中の勤労者音楽同盟（勤音）は勤労者音楽協議会（労音）を下敷きにした架空の団体であり、さらに勤音と対立する自由音楽連盟（音連）も、大阪音楽文化協会（大阪音協、当時）を念頭に置いた架空組織である（ただし、作者の山崎豊子は、モデルの存在を否定している）。
2024年現在、映像化されていない。山崎豊子の長編小説の中では、絶筆作品の『約束の海』と並んで一度もドラマ化・映画化されたことがない作品である。有名な『白い巨塔』と『華麗なる一族』（厳密に言えば『白い巨塔』と『続・白い巨塔』）に挟まれ、長編の類の中でも知名度が高くないが、政治の手で操られる集団の無気味なエネルギーを精力的に調べながら精密に描かれている。山崎自身は、本作において「書きにくい小説だった」と述べている。

## 登場人物

### 大阪勤労者音楽同盟の関係者
流郷正之
本作品の主人公。学生時代から音楽が好きで、音楽だけに情熱に耳に傾けるニヒルな性格。音楽浪人のような生活の途中、瀬木三郎から安心して音楽を聴く勤音の組織作りに参加しないかと誘われた。企画担当。6年前に妻・衿子と離婚している。山崎豊子の作品としては珍しくバツイチである主人公。
江藤斎子
財政部の責任者。2ヵ月前まで、東京の勤音の事務所に所属していた。
大野泰造
委員長。
瀬木三郎
事務局長。
永山
組織担当。

### 自由音楽連盟の関係者
門林雷太
日東レーヨンの社長。美食家。恰幅な体型をしている。65歳。大の音楽好きで、また、絵や骨董集めも好きである。勤音に対抗するために、自由音楽連盟を立ち上げた。
野々宮
事務局長。
黒金
総務部長。
島田一男
音連会員のメンバーの一人。菊村俊一に音連の申し込み書を無理矢理渡そうとし、嫌がらせをした。それがきっかけで、暴行事件に発展するに至る。

### 東京勤労者音楽同盟の関係者
鷲見
事務局長。

### 門林雷太の関係者
門林松子
門林雷太の妻。
菊村和代
俊一の姉。35歳。
菊村俊一
和代の弟。24歳。日新工業に就職しながら夜間大学に通っている。勤音会員のメンバーの一人。

### その他
千田
協和プロダクションの経営者。様々な仲介役で活躍するが、結局は自分の利益のためという思いが強い。関西弁で話す。
水木節子
日東レーヨンの社長秘書。
中谷
俊一の友人。夜間大学に通っている。勤音会員のメンバーの一人。

## 曲目一覧
作品中に登場した曲目の一覧。
- プッチーニ：蝶々夫人 - ある晴れた日に
- ショスタコーヴィチ：森の歌
- ドヴォルザーク：交響曲第9番 ホ短調 作品95 「新世界より」
- ラヴェル:ラ・ヴァルス
- ベートーヴェン：ヴァイオリンソナタ第1番 ニ長調 Op.12-1
- ショーソン：詩曲 Op.25
- プロコフィエフ：ヴァイオリンソナタ第1番 ヘ短調 Op.80

## 出版
- 単行本
  - 『仮装集団』（1967年、文藝春秋）
- 文庫
  - 『仮装集団』（1975年、新潮社）
  - 『仮装集団（新装版）』（2006年、新潮社）※活字が大幅に拡大。
- 全集
  - 『山崎豊子全作品』第7巻（1986年、新潮社）
  - 『山崎豊子全集』第9巻（2004年、新潮社）※『ムッシュ・クラタ』『死亡記事』と共に収録。